# Педросо, Иван
Иван Ласаро Педросо Солер (исп. Iván Lázaro Pedroso Soler, род. 17 декабря 1972 года в Гаване, Куба) — кубинский прыгун в длину, олимпийский чемпион 2000 года и 9-кратный чемпион мира (4 раза на открытом воздухе и 5 раз в помещении).
Личный рекорд — 8 м 71 см (18 июля 1995, Саламанка).

## Неутверждённый мировой рекорд
В конце июля 1995 года в высокогорном итальянском Сестриере (2065 м над уровнем моря) через несколько дней после установления личного рекорда 22-летний Педросо прыгнул на 8 м 96 см, что на 1 см превышает мировой рекорд Майка Пауэлла. Анемометр определил скорость попутного ветра в 1,2 м/с, что позволяло фиксировать рекорд. Однако представители Итальянской Федерации лёгкой атлетики после просмотра видеозаписи соревнований посчитали, что перед анемометром кто-то стоял, что помешало точному измерению скорости ветра, и не стали направлять рекордный результат Педросо для утверждения в ИААФ.

## 4 Олимпиады Ивана Педросо
Педросо 4 раза подряд участвовал в Олимпийских играх, однако сумел завоевать лишь 1 награду — золото в 2000 году в Сиднее.
В 1992 году в Барселоне 19-летний Иван прыгнул на 8 м 11 см и занял 4-е место вслед за 3 американцами — Карлом Льюисом (8 м 67 см), Майком Пауэллом (8 м 64 см) и Джо Грином (8 м 34 см).
В 1996 году в Атланте Педросо был травмирован и занял только 12-е место с прыжком на 7 м 75 см.
В 2000 году в Сиднее Иван «вырвал» золото в последнем прыжке на 8 м 55 см у австралийца Джея Тауримы (8 м 49 см).
На своей последней Олимпиаде в Афинах в 2004 году Педросо остался лишь седьмым (8 м 24 см).

## Достижения
Кроме олимпийского золота и 4 подряд титулов чемпиона мира (1995, 1997, 1999 и 2001) можно отметить следующие победы Педросо:
- 5-кратный чемпион мира в закрытых помещениях (1993, 1995, 1997, 1999, 2001)
- 3-кратный победитель Панамериканских игр (1995, 1999, 2003)
- Чемпион Универсиады (1997)
- 2-кратный победитель Кубка Мира (1992, 1998)
- 4-кратный обладатель лучшего результата сезона в мире (1995, 1997, 1999, 2000)

26 сентября 2007 года Педросо официально объявил об завершении карьеры.
Иван Педросо — двоюродный брат кубинской, а позднее испанской барьеристки Альюски Лопес, участницы 4 Олимпийских игр.